# Anfane
Anfane (in greco antico: Ἀμφαναί?) era una polis dell'antica Grecia ubicata in Tessaglia.

## Storia
Viene citata in un frammento di manoscritto di Ecateo di Mileto menzionato da Stefano di Bisanzio dove viene indicata come una città Dorica.
Viene anche citata in Periplo di Scilace come città della Tessaglia, che si relaziona a Pagase.
La sua posizione è per diversi versi discutibile e secondo alcuni avrebbe potuto essere collocata a Soros - ma in questo caso i più recenti scavi sembrano indicare che è più probabile che dovesse identificarsi con Pagase - Damari, Palio Alikes e Palaiokastro di Sesklou.